# Herta Lingk
Herta Lingk (geborene Leu; * 25. Juni 1902 in Neukirchen; † 4. Januar 1987 in Schwedt/Oder) war eine deutsche Politikerin (KPD) und Mitglied des Ernannten Niedersächsischen Landtages.
Herta Lingk war Hausfrau. Sie war seit 1933 verheiratet mit dem Schneider Friedrich Lingk und hatte drei Söhne. Im Jahr 1968 siedelte sie in die DDR um. Vom 9. Dezember 1946 bis 28. März 1947 war sie Mitglied des ernannten Niedersächsischen Landtages und dort zeitweise Beisitzerin.